# Zoo Gizeh
Koordinaten: 30° 1′ 50″ N, 31° 12′ 50″ O
Der Zoo Gizeh (arabisch حديقة حيوان الجيزة, DMG Ḥadīqat Ḥayawān al-Ǧīza) ist ein Zoo in Gizeh in der Nähe von Kairo. Er wurde am 1. März 1891 eröffnet und umfasst ein Gelände von ca. 32 Hektar, das von Khedive Ismail zur Verfügung gestellt wurde, der auch maßgeblich an der Gestaltung der Anlagen mitwirkte. Im Zoo werden vorzugsweise afrikanische Arten gezeigt. Aufgrund politischer Unsicherheiten mit mehreren Anschlägen ist der Tourismus in der Gegend um die nahegelegenen Pyramiden von Gizeh stark zurückgegangen. Dies wirkt sich auch negativ auf die Besucherzahlen des Zoos aus.
Um sich an die international geltenden Erfordernisse der modernen Tierhaltung anzupassen, sind im Zoo umfangreiche Verbesserungen notwendig. Dadurch schwankt auch die Anzahl der gehaltenen Tiere stark. Aufgrund der 2019 ausgebrochenen COVID-19-Pandemie musste der Zoo 2020 für mehrere Monate schließen und konnte demzufolge keine Einnahmen generieren. Erforderliche Umbauten sind deshalb zunächst aufgeschoben.

## Bauliche Einrichtungen
Die Anlagen im Zoo sind mit Freianlagen, Tierhäusern sowie einer Aufzuchtstation ausgestattet. Eine Besonderheit stellt die von Gustave Eiffel im Jahr 1911 entworfene Brücke über ein Gehege dar, eine Konstruktion, die zur damaligen Zeit für einen Zoo ungewöhnlich war.

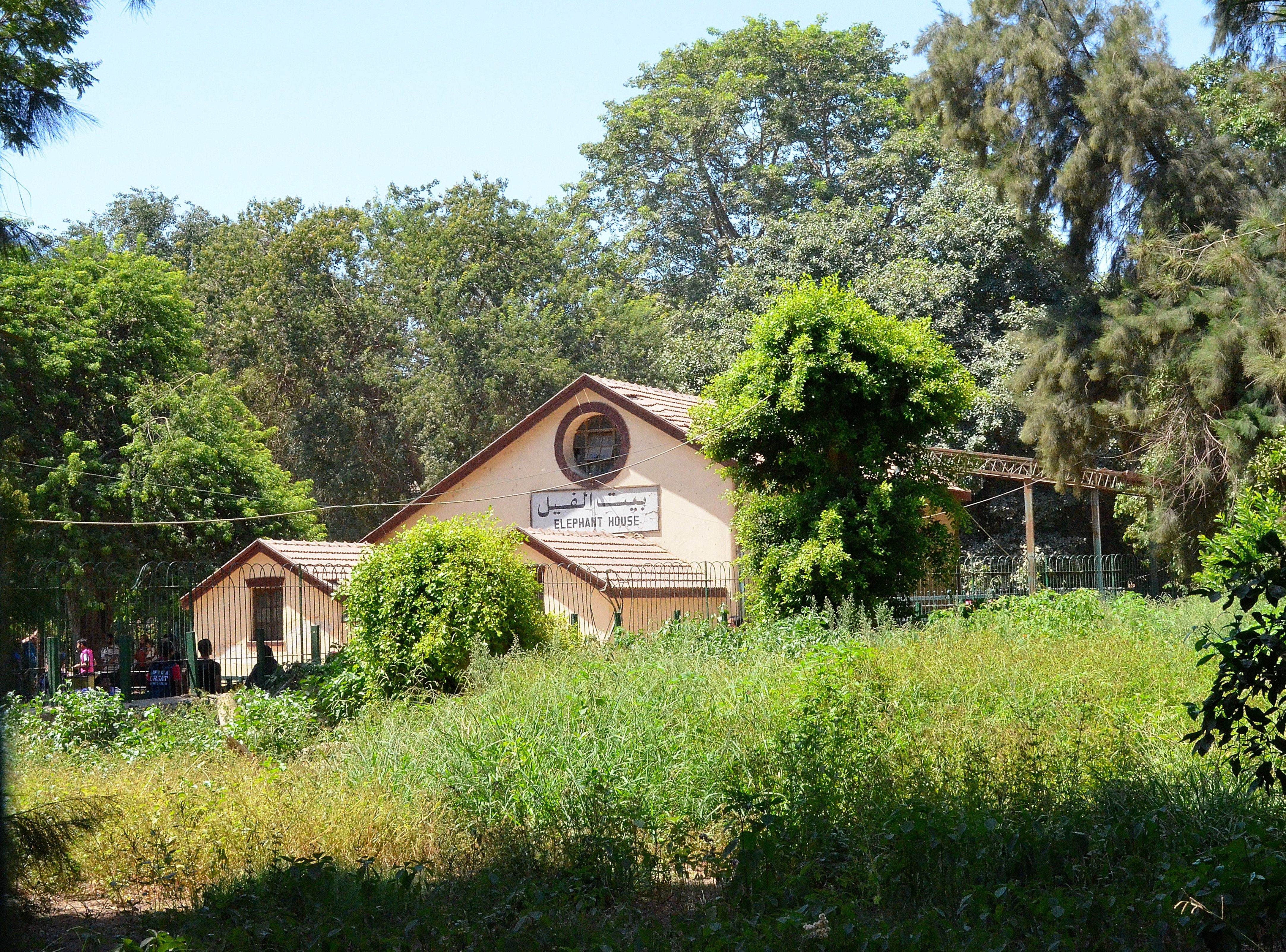
Elefantenhaus
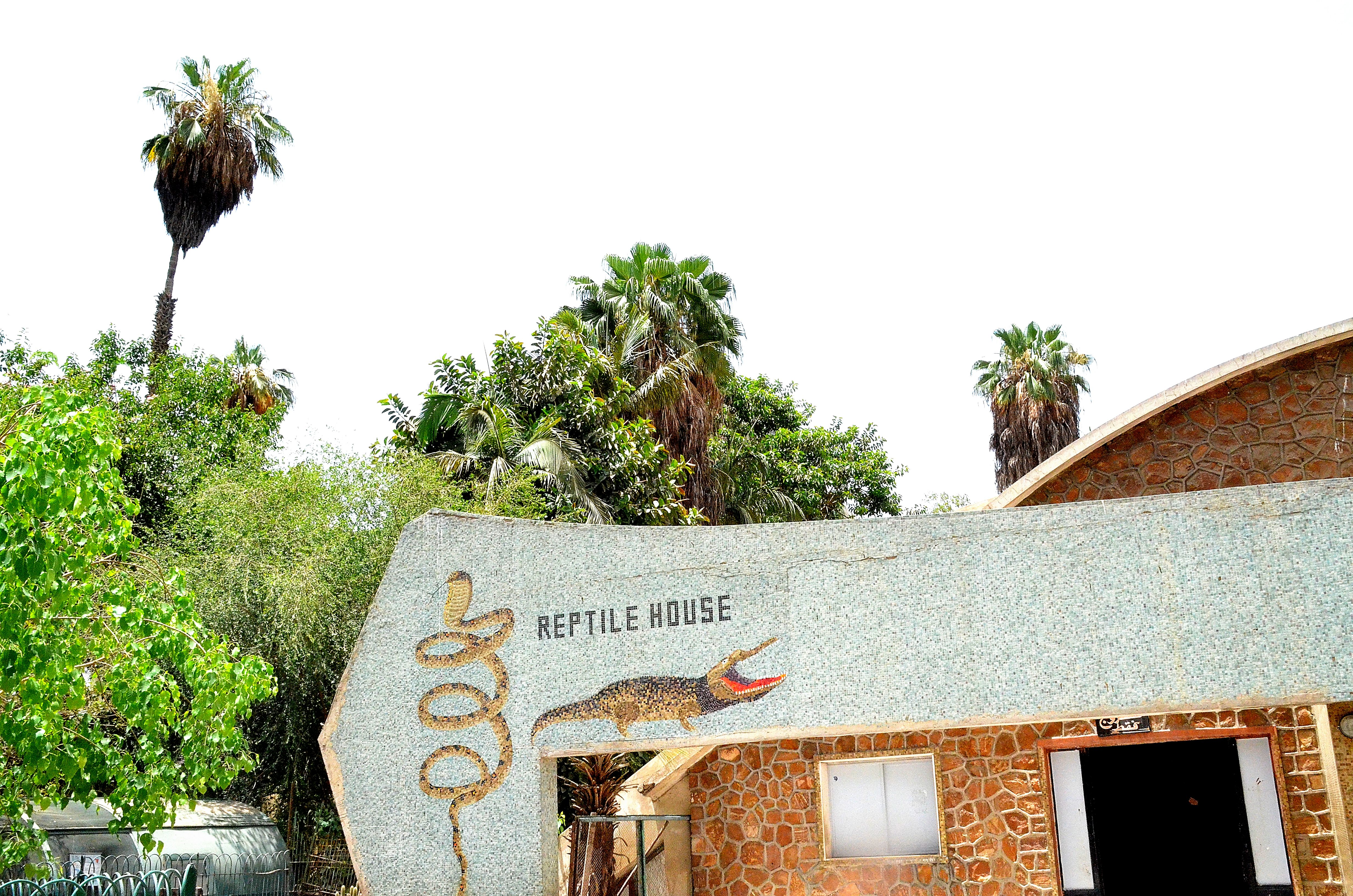
Reptilienhaus
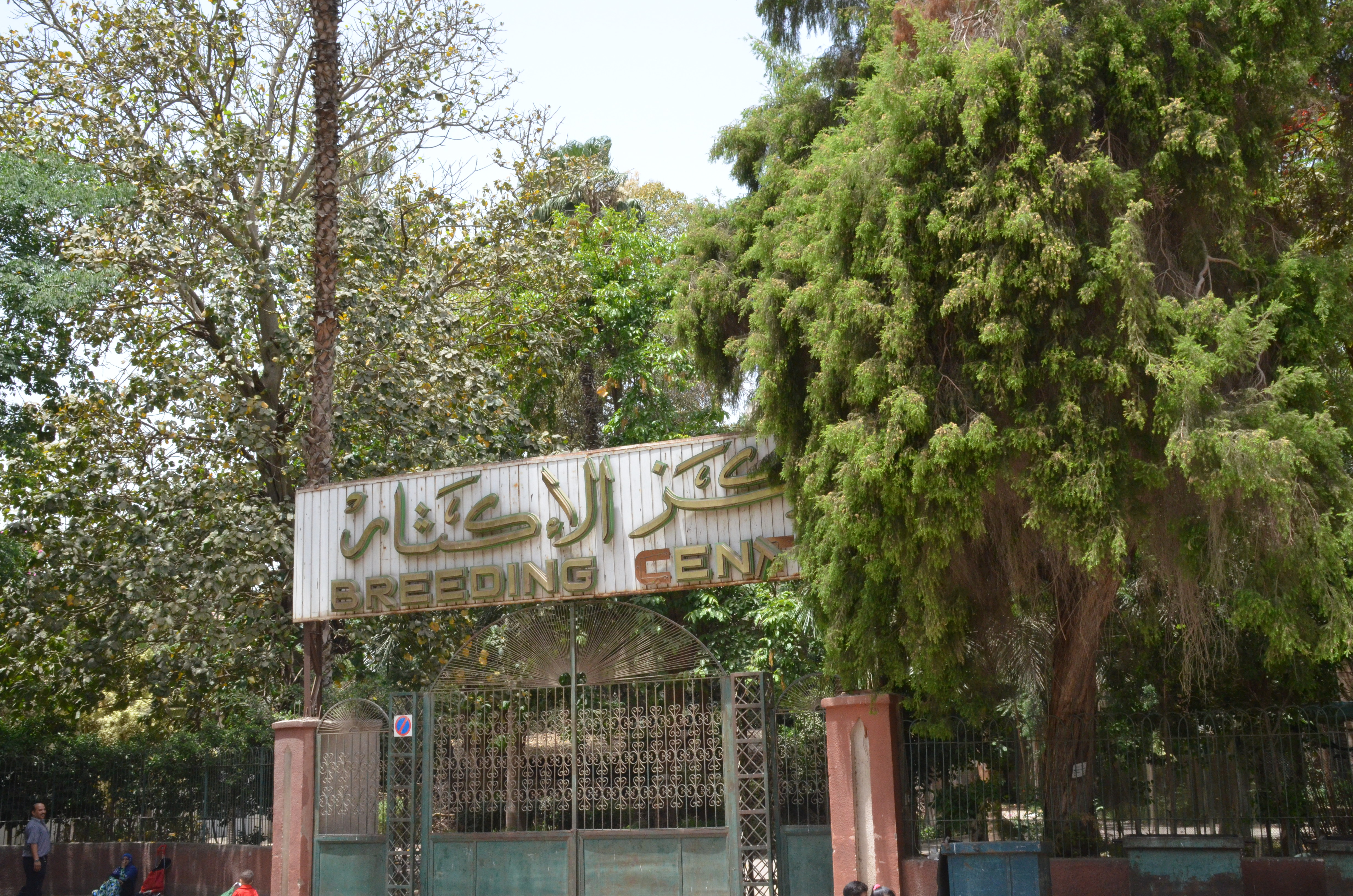
Aufzuchtstation
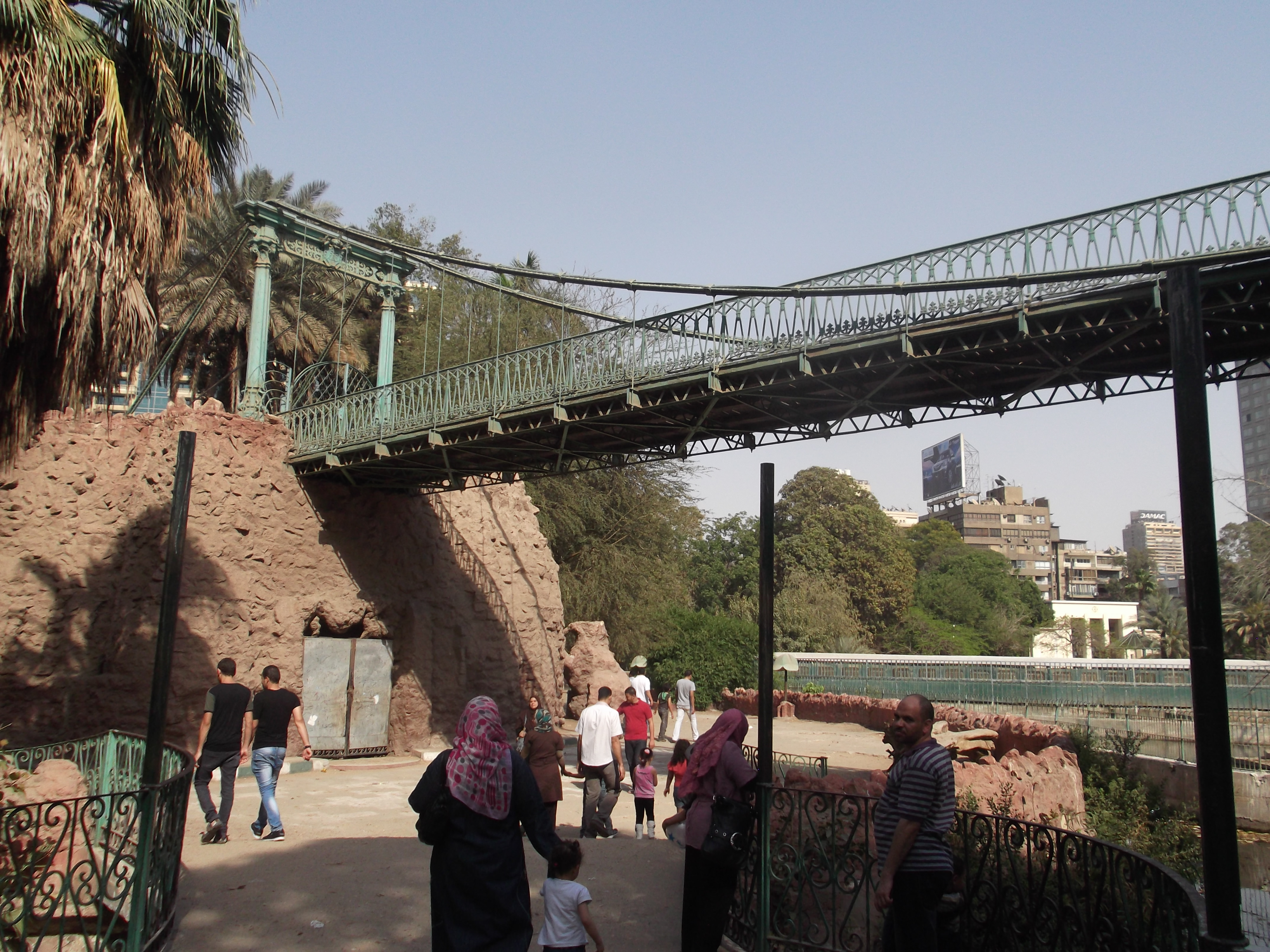
Eiffel-Brücke

## Zoologisches Museum
Im Zoo Gizeh befindet sich auch ein zoologisches Museum. Es enthält mehrere sehr unterschiedliche Ausstellungsräume, beispielsweise eine große Halle, die Endoskelette von zum Teil bereits ausgestorbenen Arten zeigt, Räume mit ausgestopften und einigen mumifizierten Säugetieren, eine Abteilung mit Vogelpräparaten und Vogelbälgen sowie eine Sektion mit Schaukästen verschiedener Insektenarten.

Museumsgebäude
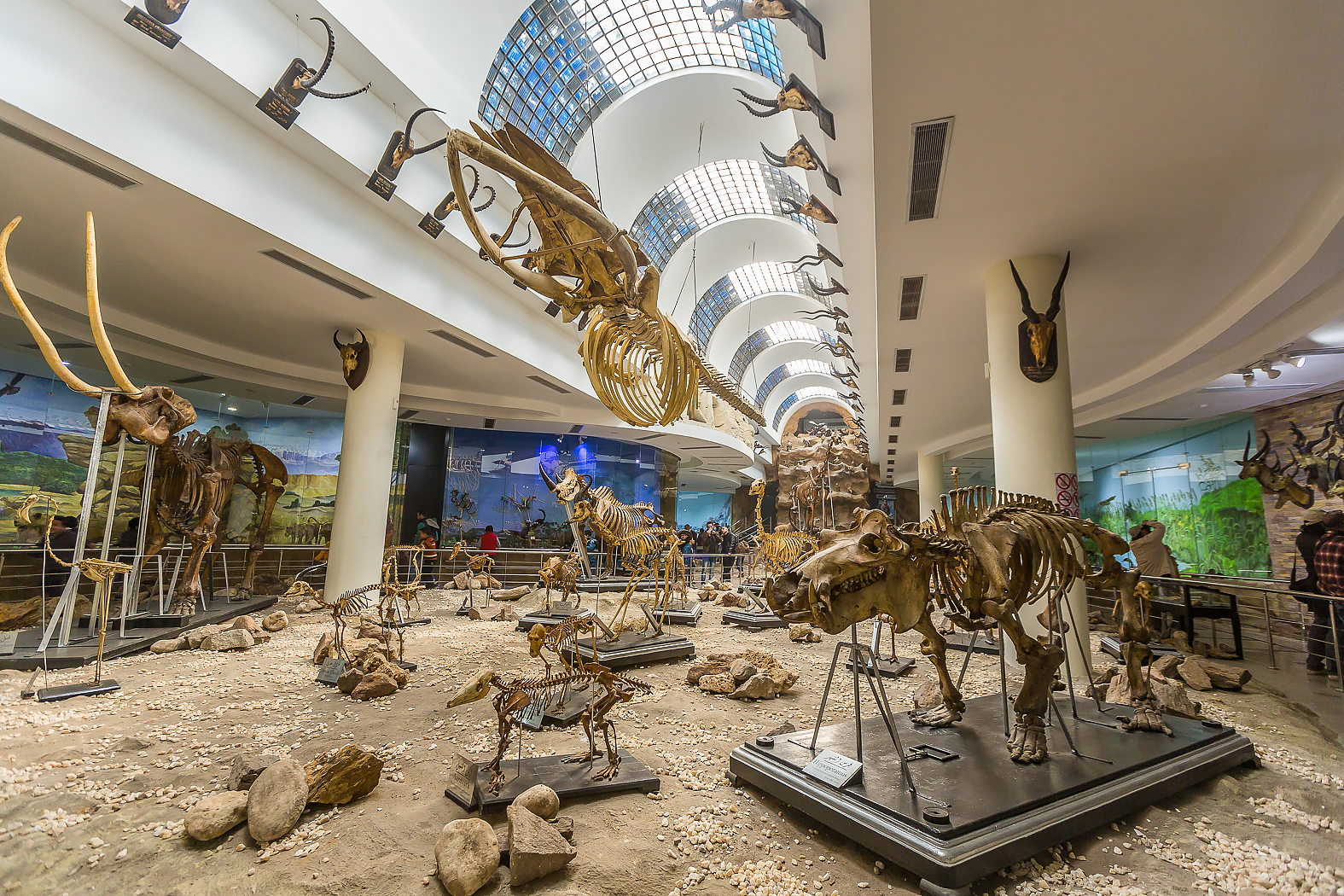
Ausstellungshalle mit Endoskeletten
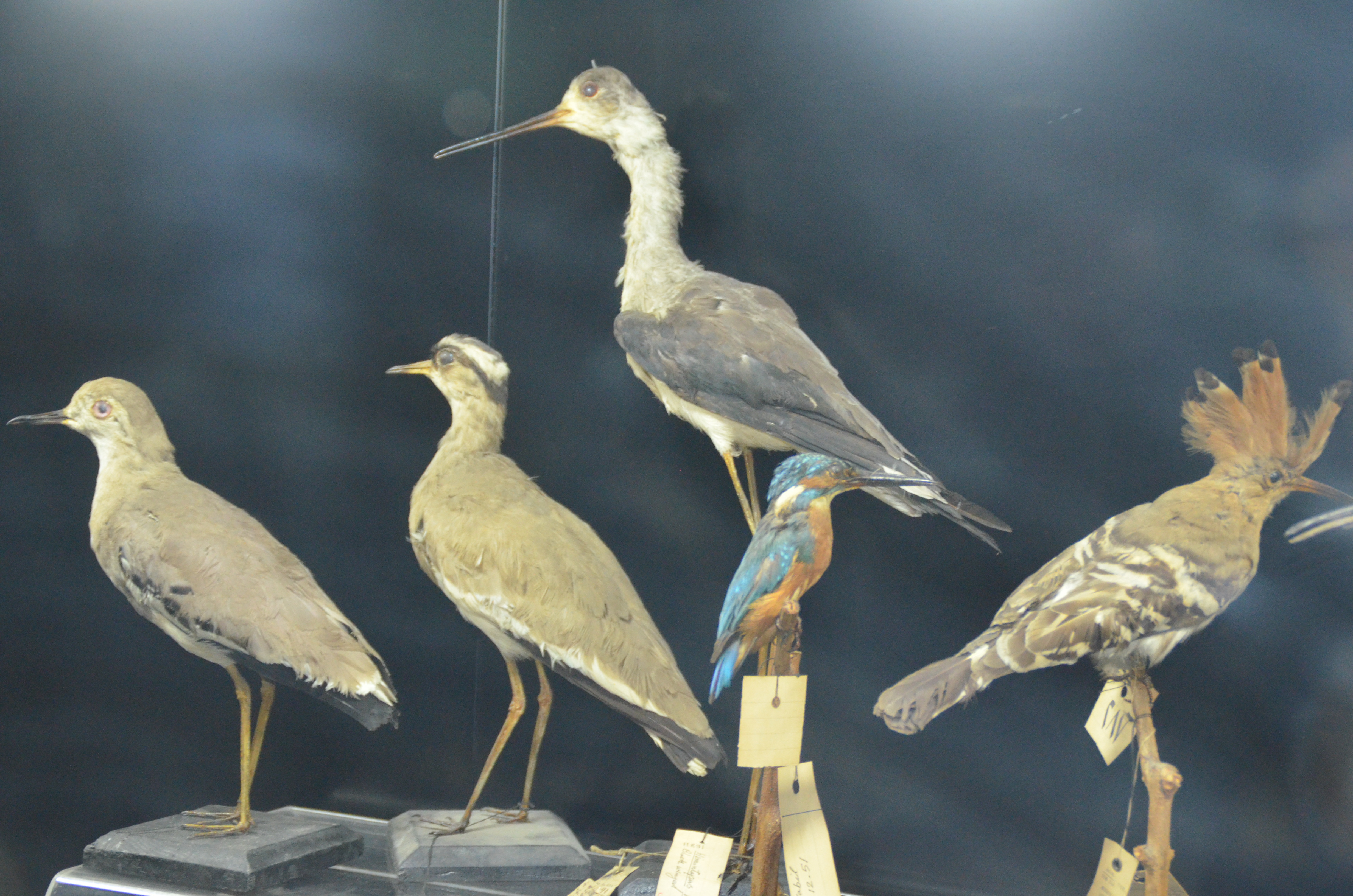
Vogelpräparate
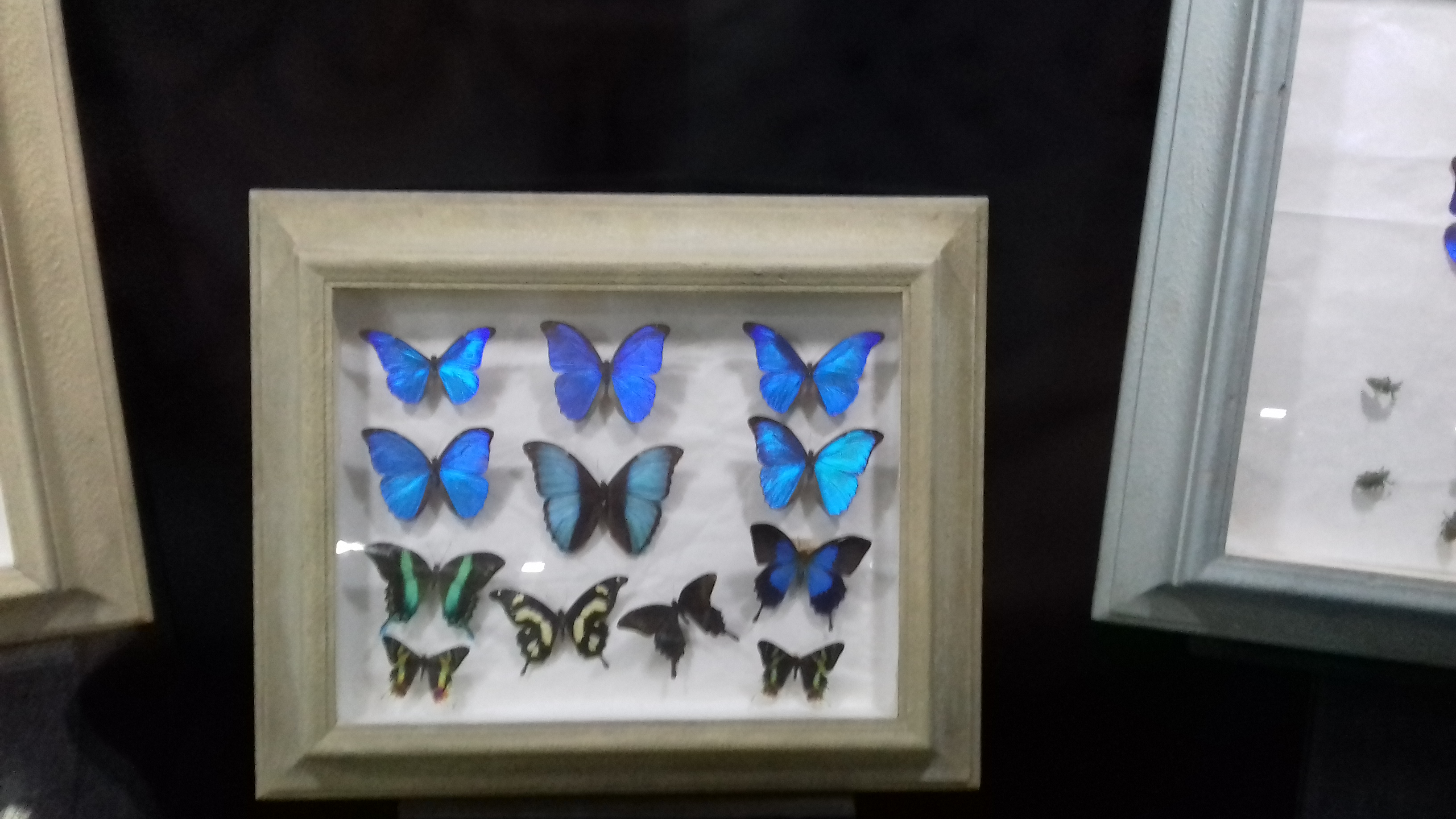
Schaukasten in der Schmetterlingsabteilung

## Tierbestand (Auswahl)
Im Zoo werden zuweilen Tiere, die vom Aussterben bedroht sind, gehalten, beispielsweise die Mendesantilope (Addax nasomaculatus). Die nachfolgende Bildreihe zeigt eine Auswahl des Tierbestandes im Zoo Gizeh aus den Jahren 2012 bis 2014.

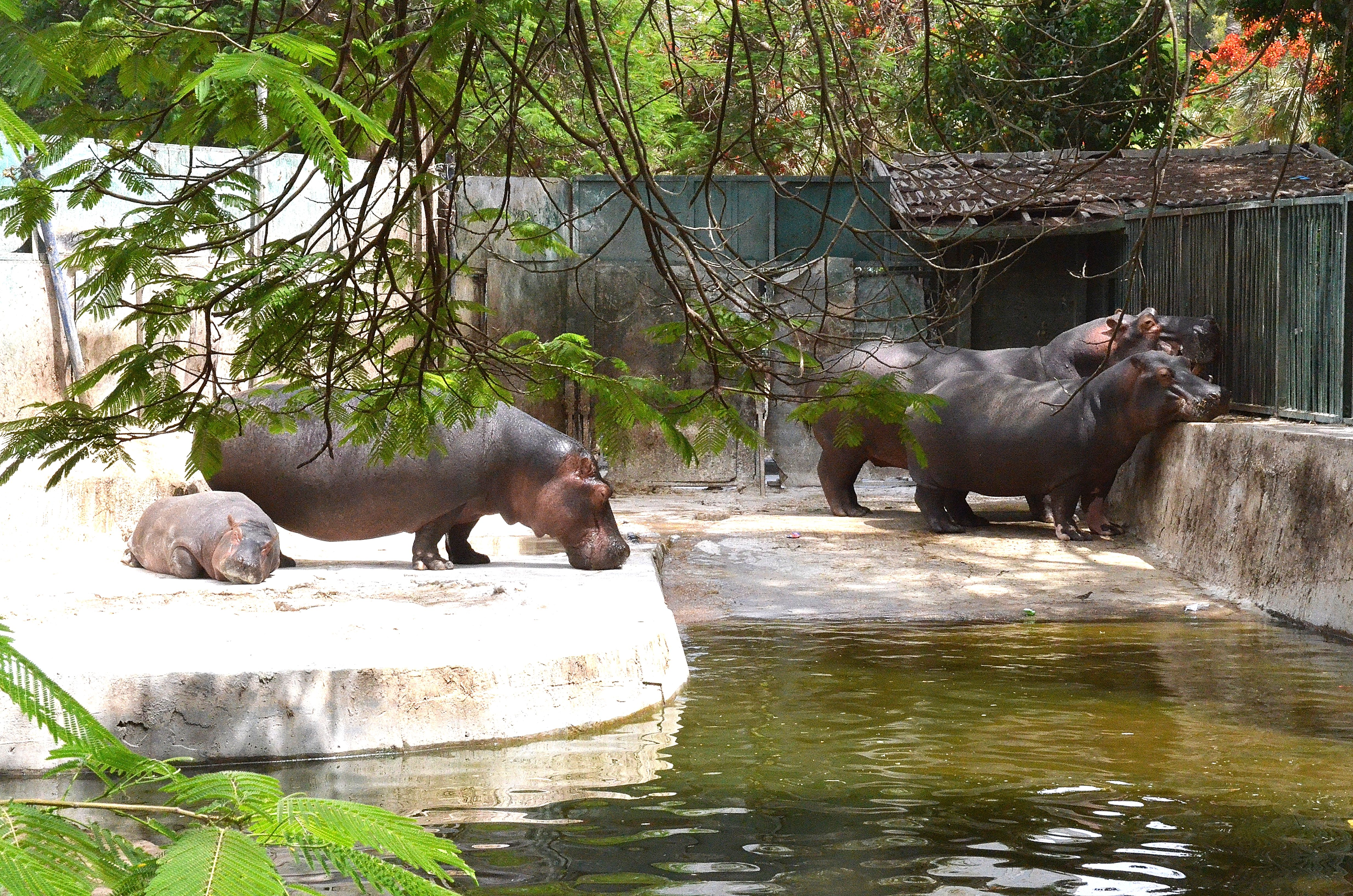
Flusspferde (Hippopotamus amphibius)
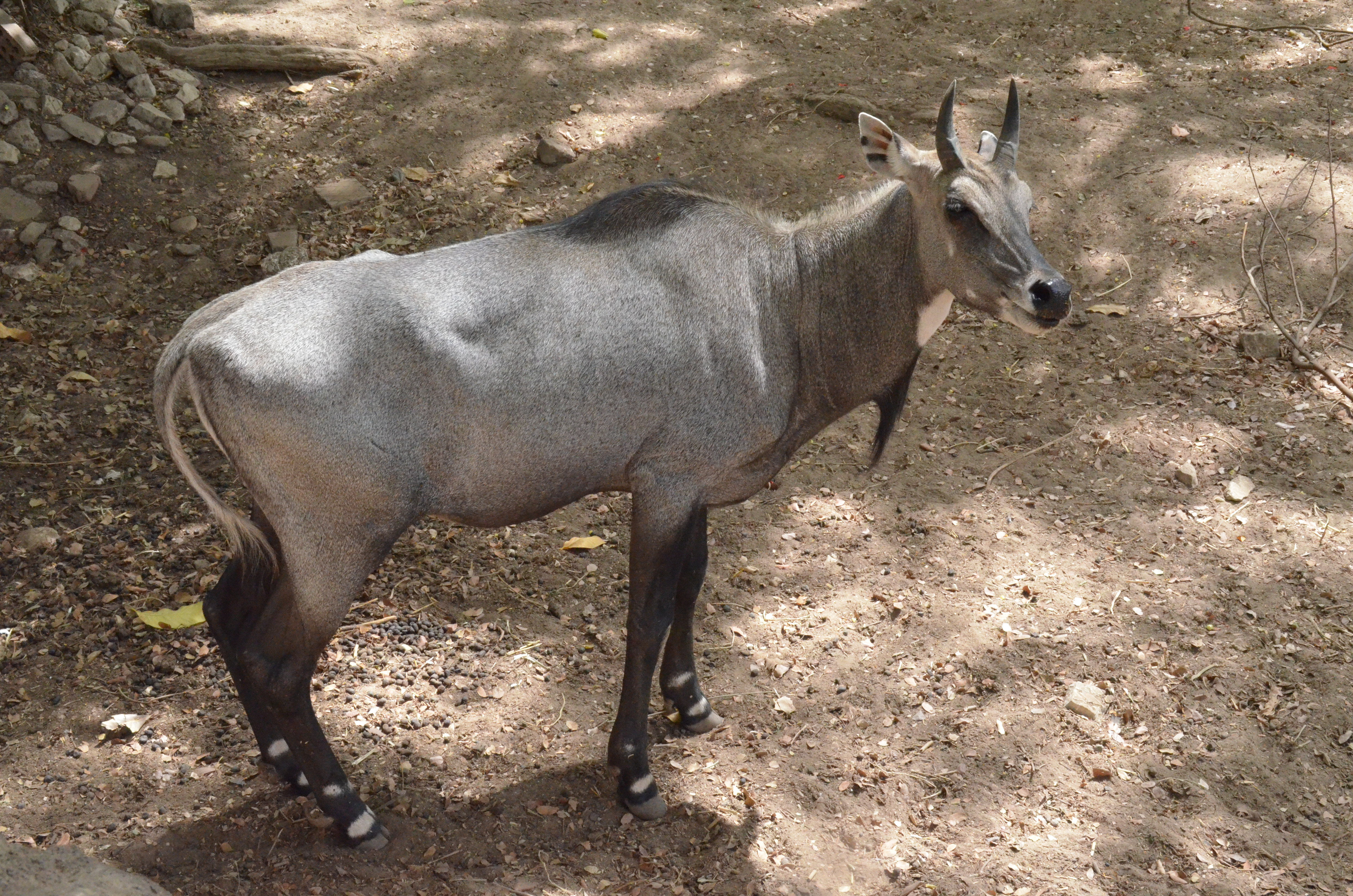
Nilgauantilope (Boselaphus tragocamelus)
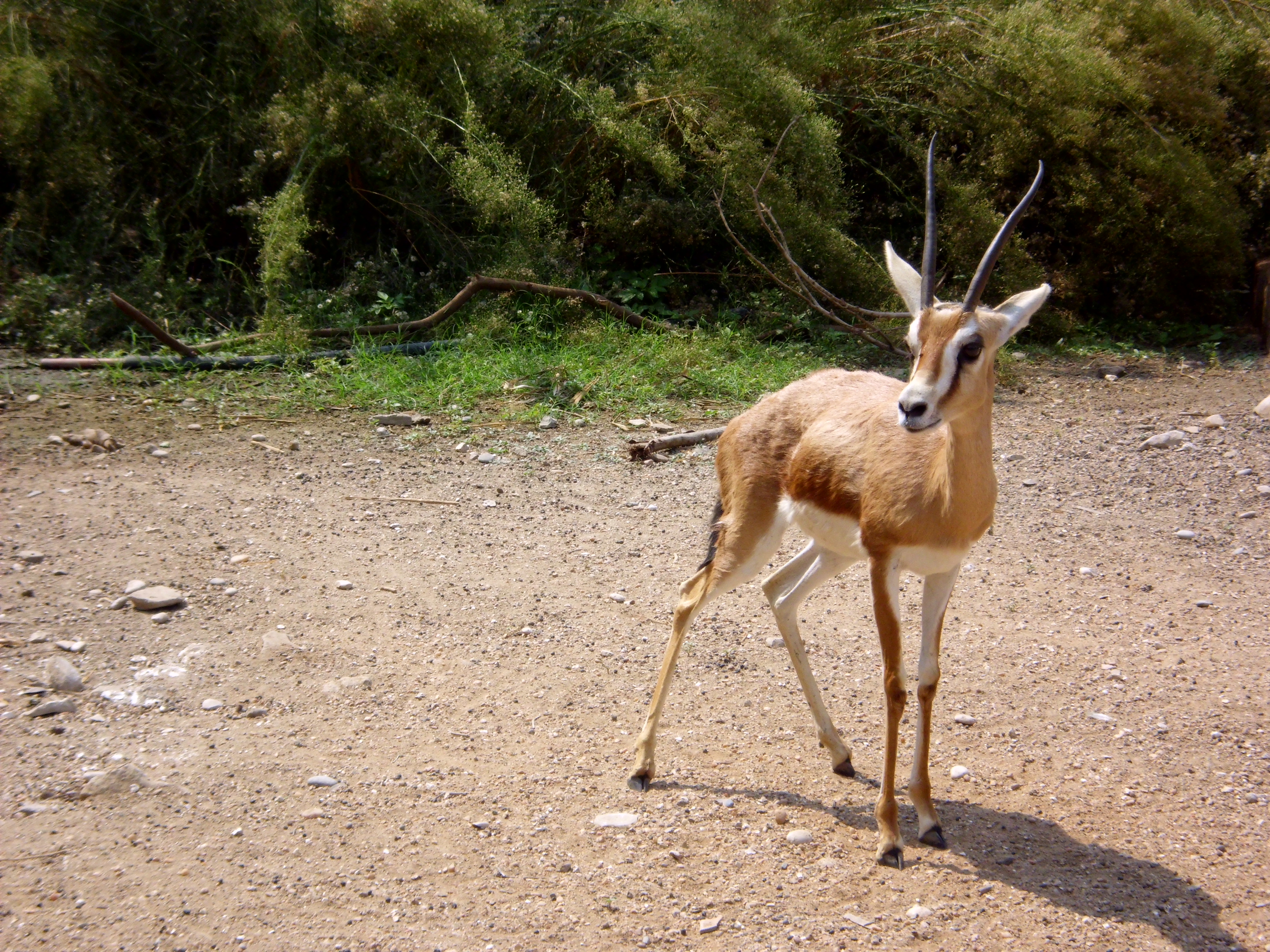
Dorkasgazelle (Gazella dorcas)
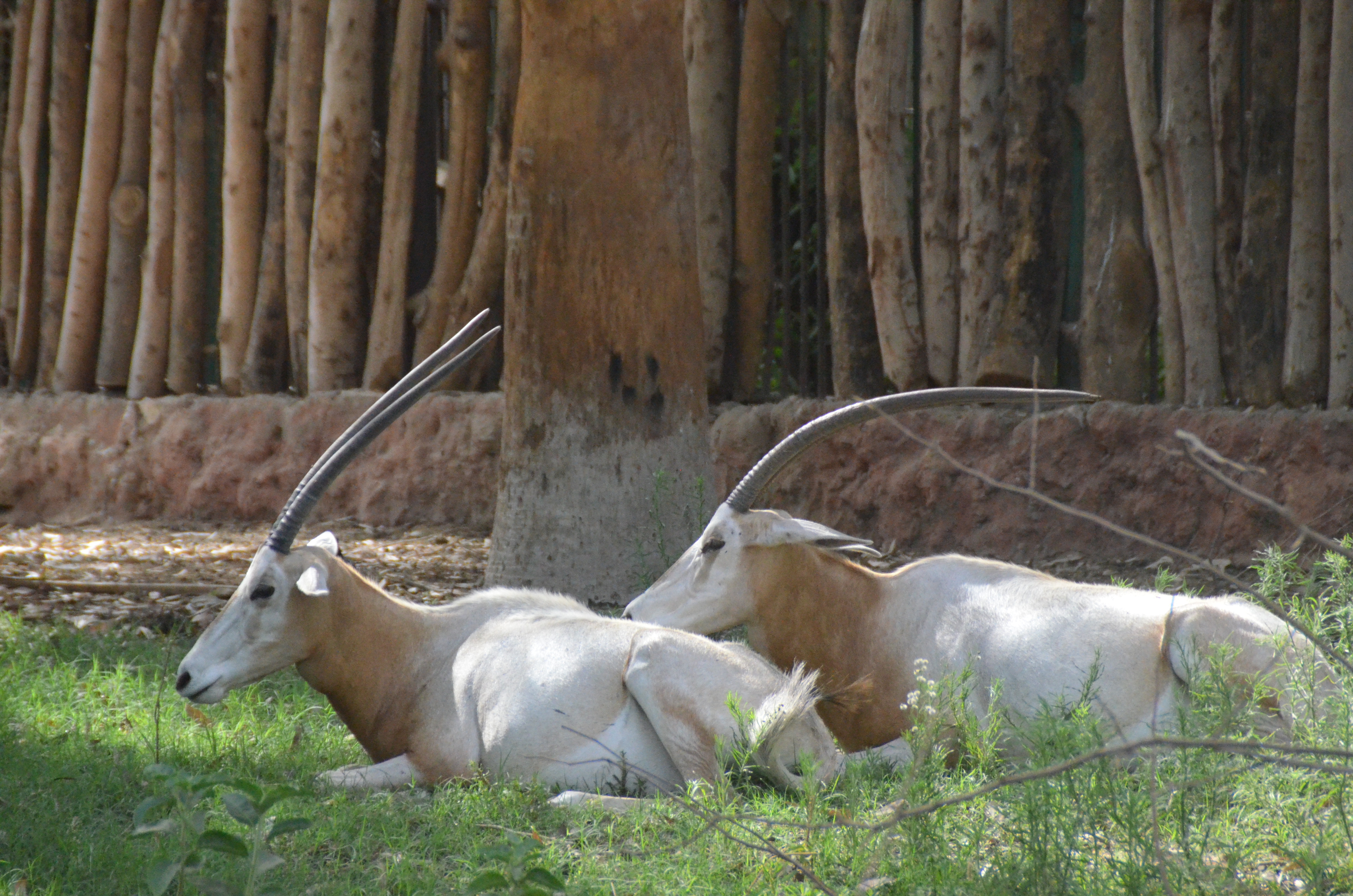
Säbelantilope (Oryx dammah)
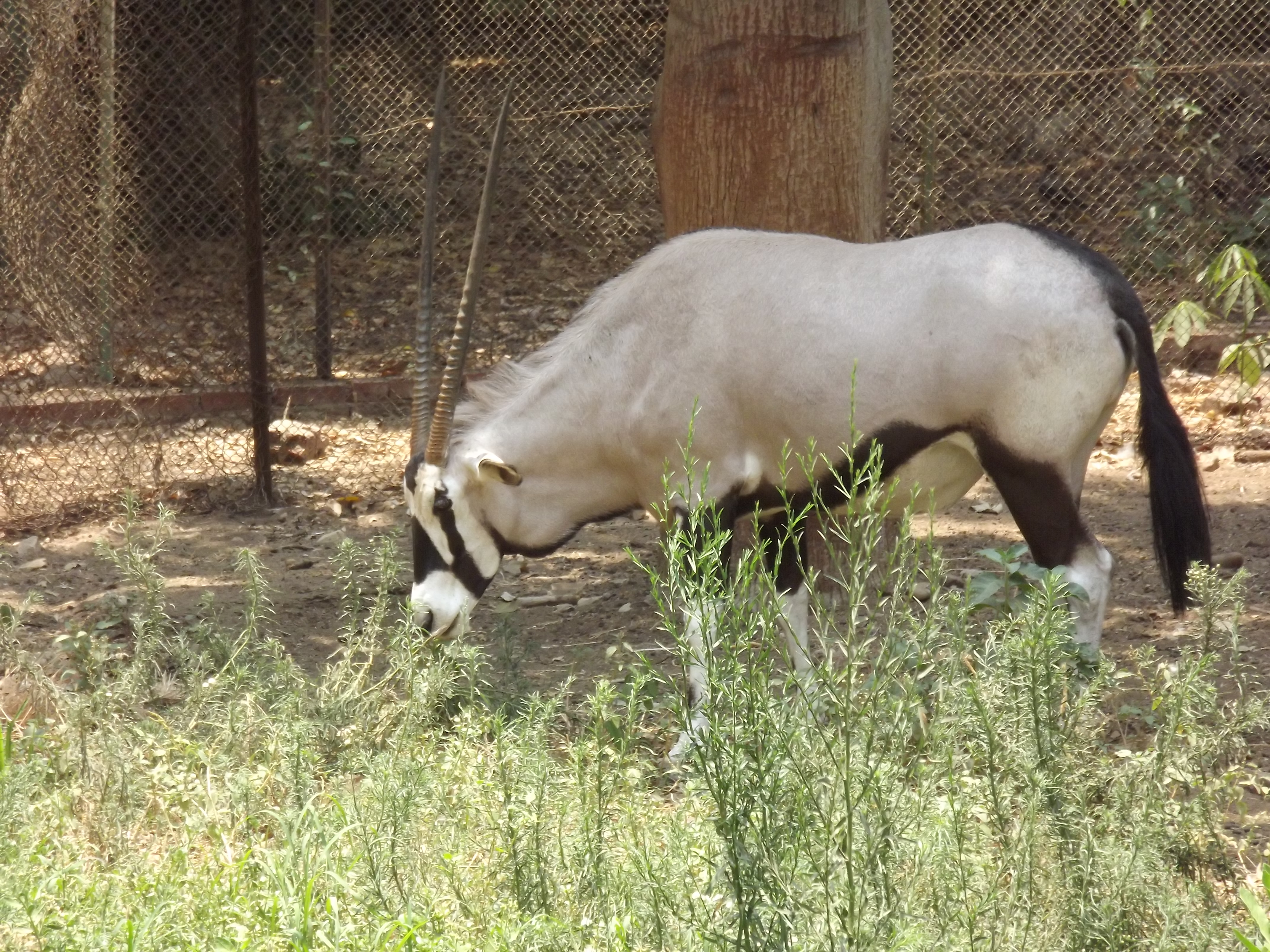
Spießbock (Oryx gazella)
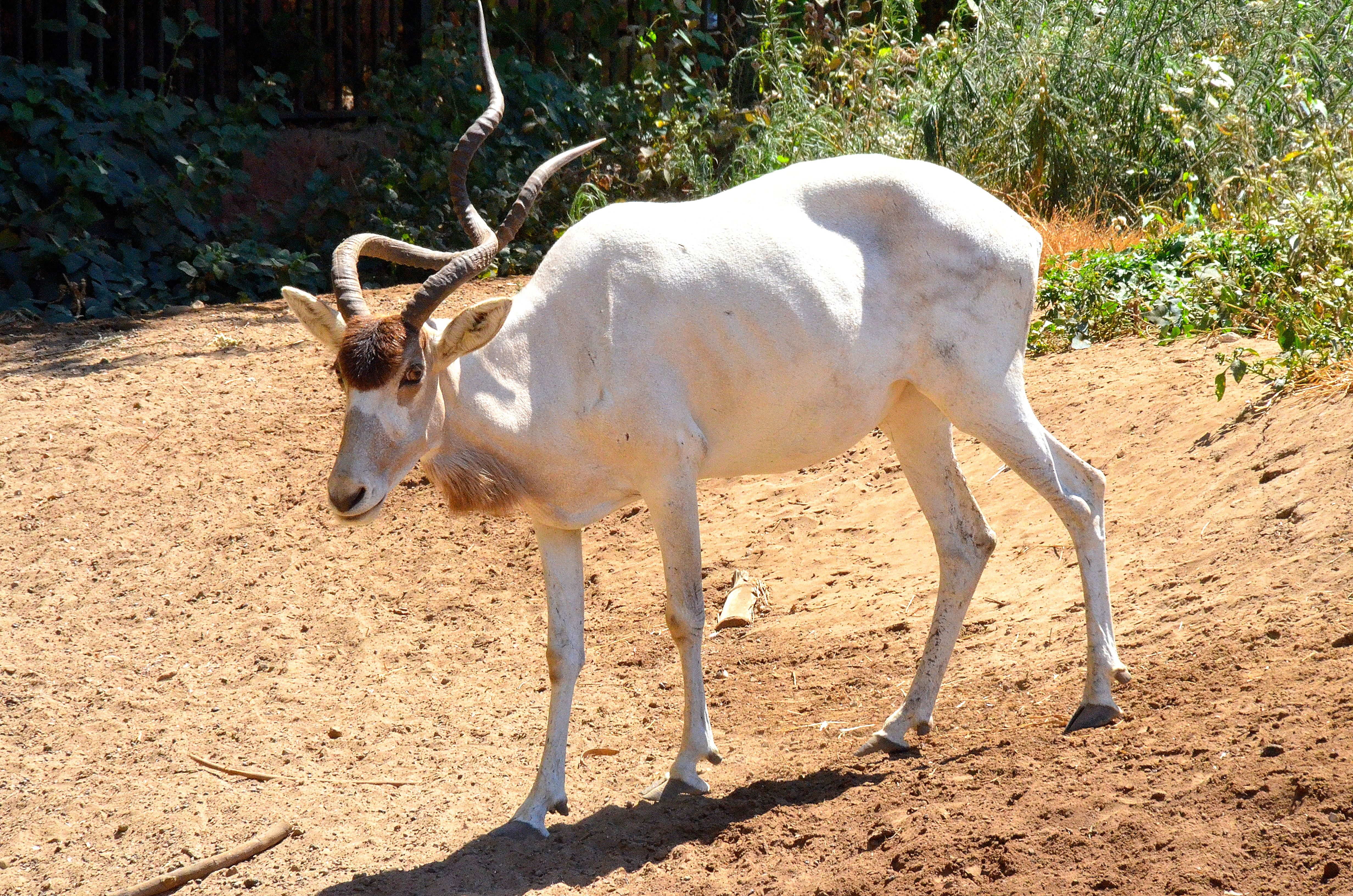
Mendesantilope (Addax nasomaculatus)